# Стадии на морално развитие
Колберг надгражда и разширява по оригинален начин ранното структурно становище на Пиаже, че прогресивната интернализация на правилата и принципите може да се разшири от юношеството до средната възраст. Инвариантната последователност на Колберг е съставена от три общи равнища – предконвенционален, конвенционален и постконвенционален морал, всяко от които е разделено на два конкретни етапа.
- Предконвенционалният морал (4-10 г.) е външно базиран. На етап едно – ориентацията към наказанията, моралните решения се фокусират върху властта на авторитетите и избягването на наказанията. Съжденията на етап две са хедонистично ориентирани: действия, които удовлетворяват собствените лични потребности, се разглеждат като морални.

```
1 етап – подчинение/наказание
2 етап – личен интерес
```

- Конвенционален морал (10-13 г.) е типичен за възрастните. Тези, които мислят по конвенционален начин съдят моралността на действията, сравнявайки ги с гледната точка на обществото и очакванията. На етап три е включено междуличностното съгласуване: човек се придържа към правилата, които са били интернализирани, за да доставя удоволствие и да бъде одобряван от значимите други. На етап четири моралността се определя като „изпълняване на собствените задължения“ и сега интернализираните правила на съществуващия социален ред се поддържат сами за себе си.

```
3 етап – одобрение от другите, „доброто дете“
4 етап – законност и ред
```

- Постконвенционален морал (след 13 г.) – Това според Колберг е равнището на истинската нравственост. Именно на това равнище човекът съди за поведението, като се основава на своите собствени критерии, което предполага и високо умствено развитие. Това равнище включва петия и шестия стадий. На етап пет се използва правническата ориентация или ориентацията на обществения договор: човек оценява относителната природа на правилата и законите, но разбира, че е необходимо договорно съгласие за осигуряване на защитата на хората, включително и на него самия. На етап шест личното обвързване, а не социалният консенсус лежи в основата на собствения избор измежду моралните принципи. Поведението се диктува от избран от самия човек идеал независимо от реакциите на други.

```
5 етап – обществен договор и демократичност
6 етап – универсални, общочовешки принципи
```